# Kalimati
Kalimati (en népalais : कालिमाटी) est une municipalité rurale du Népal située dans le district de Salyan. Au recensement de 2011, elle comptait 23 005 habitants.
Elle regroupe les anciens comités de développement villageois de Lakshmipur, Kalimati Rampur, Kalimati Kalche et Kabhrechaur.